# 内海英男
内海 英男（うつみ ひでお、1922年4月26日 - 2005年8月21日）は、日本の政治家。位階は正三位。建設大臣（第46代）、国土庁長官（第17代）、衆議院議員（9期）。

## 概要
関東州（現在の中国東北部）大連市に生まれる。私立豊山中学校（現日本大学豊山中学校）を経て、中央大学法学部に入学。1944年、大学在学中に学徒出陣となり、海軍の特攻隊に配属される。復員後、住宅営団勤務を経て、衆議院議員だった父内海安吉の秘書となる。
1967年1月、健康不安のため引退を決意した安吉の後継者として旧宮城2区から自由民主党公認で衆院選に立候補し、初当選。自民党では当初、船田派に所属。1979年の第35回衆議院議員総選挙の後、田中派に移り、同派幹部田村元の側近となる。文部政務次官、建設政務次官、衆議院農林委員長、議院運営委員長などを歴任し、族議員としては建設族として鳴らした。一方で自民党経理部長が回ってきたときには、派閥領袖の田中角栄に対して金勘定が不得手であるとしてこれを断ったエピソードがある。
1982年11月、第1次中曽根内閣の建設大臣として初入閣。間を置かずして田中にロッキード裁判の一審で有罪判決が下り、その直後に「（田中の議員辞職を求める）提灯行列なんかする暇があるなら賃上げする必要なんてないだろう。野党はソ連の言うなりになっているだけではないか。」と発言。野党やマスコミの批判を受けて、「心情的に提灯行列は肯けないという趣旨だった」と弁解した。建設大臣としては、地元宮城県の三陸縦貫自動車道、石巻工業港建設整備に取り組んだ。田中派分裂では、田村とともに竹下派（経世会）に参加する。1988年5月には、日中戦争を巡る発言で更迭された奥野誠亮の後任の国土庁長官に就任した。1992年の竹下派分裂後は、小渕派に所属。同年春の叙勲で勲一等旭日大綬章を受章。1993年、第40回衆議院議員総選挙には立候補せず政界から引退。政治家時代には石巻専修大学の開学に尽力、政界引退後は中央大学理事長も務めた。
2005年8月21日、胸膜症のため山梨県甲府市内の病院で死去、83歳没。死没日をもって正三位に叙される。中央大学葬が執り行われ同大理事長阿部三郎が葬儀委員長を務めた。
一人娘の内海英子は宝塚音楽学校出身の元女優。英子の夫は、俳優堀雄二の三男で、内海家の養子になった俳優の堀光昭。

## 経歴
- 1967年1月 - 衆院選に立候補し、初当選
- 1981年 - 衆院議院運営委員長
- 1982年11月 - 建設大臣
- 1988年5月 - 国土庁長官
- 1993年6月 - 政界引退
- 1994年4月 - 中央大学理事長に就任。2期務める
- 2005年8月21日 - 胸膜症のため死去、83歳没